# كوروغرافية
التخطيط الإقليمي أو الجغرافيا الإقليمية أو كوروغرافية (من χῶρος khōros؛ "مكان" + γράφειν grapheinK "كتابة") هو مصطلح مستمد من كتابات الجغرافي القديم بومبونيوس ميلا وكلاوديوس بطليموس، والذي يعني الوصف الجغرافي للمناطق. ومع ذلك فقد تباينت أصداؤه باختلاف العصور. وقد ذكر ريتشارد هيلجيرسون أن "الكوروغرافية" تعرف نفسها بالمعارضة مع التأريخ. فهو العلم المكرس لدراسة المكان، أما التأريخ فهو العلم المخصص لدراسة الزمان". ويفضل داريل رول تعريفًا أوسع "لتمثيل الفضاء أو المكان".

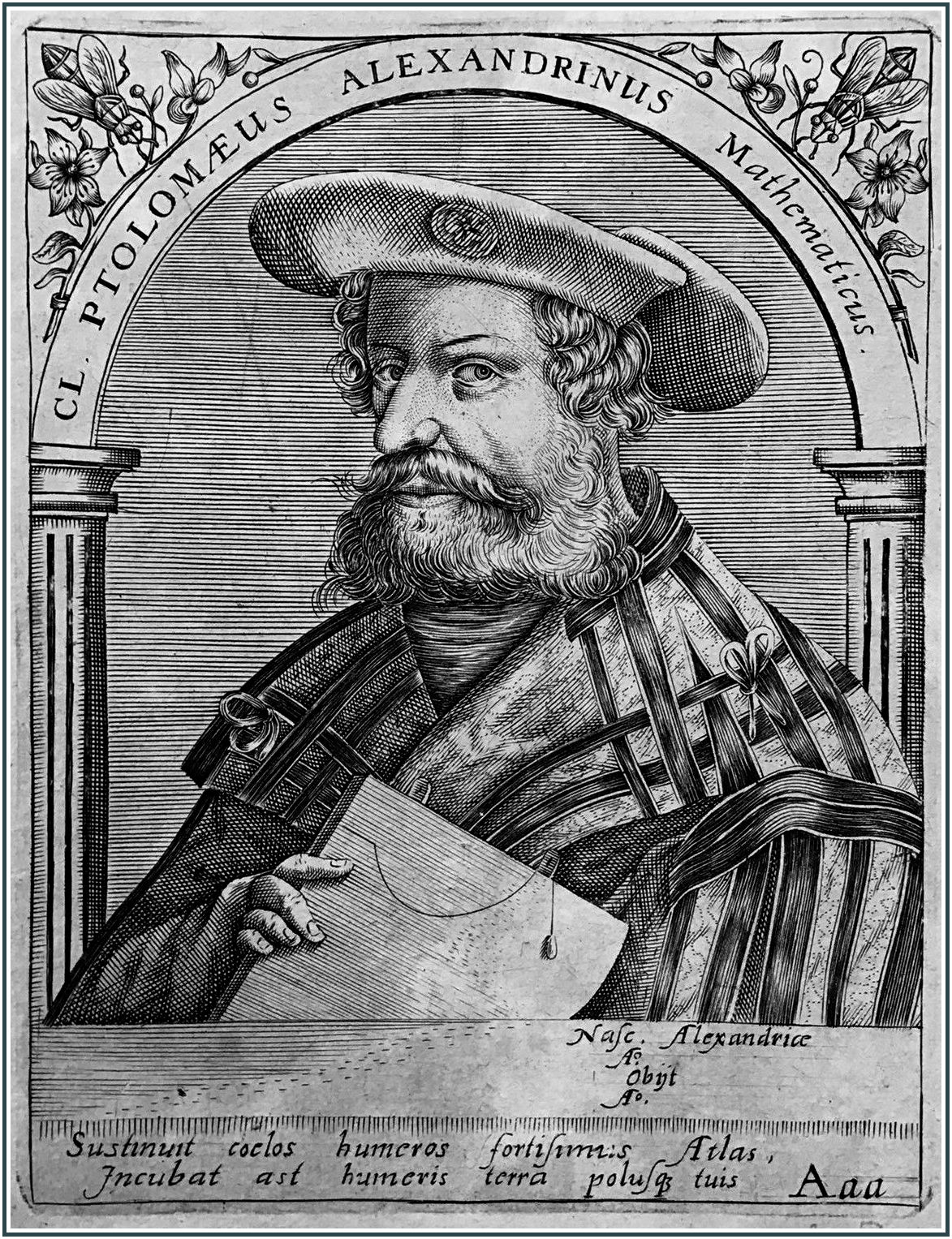
صورة تخيلية لبطليموس رسمها له فنان في القرن السادس عشر

## تعريف بطليموس
في كتاب الجغرافية (Geographia) (القرن الثاني الميلادي)، عرف بطليموس الجغرافيا بأنها دراسة العالم بأكمله، على العكس من الكوروغرافية التي تهتم بدراسة الأجزاء الأصغر - المحافظات أو المناطق أو المدن، أو الموانئ. حيث إن الهدف منه «أخذ انطباع عن جزء ما، كأن يقوم الشخص برسم صورة للأذن أو للعين فقط» كما أن هذا العلم يتعامل مع «صفات الأشياء التي يدرسها وليس كميتها». وذكر بطليموس أن هذا العلم أحد فنون التخطيط، بالإضافة إلى اتخاذ وجهات النظر (ليس مجرد الخرائط)، لأنه ادعى أنه يحتاج إلى مهارات رسام أو فنان مناظر طبيعية، وليس المهارات الفنية الخاصة بتسجيل «المواضع النسبية». وحديثًا وضع المترجمون إلى اللغة الإنجليزية تعبير «علم الخرائط الإقليمية» مقابلاً له.

## إحياؤه في عصر النهضة
أعيد اكتشاف نص بطليموس في الغرب في بداية القرن الخامس عشر، وأعيد إحياء المصطلح «كوروغرافية» على يد العلماء الإنسانيين. ومن الأمثلة المبكرة على ذلك، خريطة صغيرة الحجم لبريطانيا في مخطوطة تعود إلى أوائل القرن الخامس عشر، تحمل عنوان تابيولا كوروغرافيكا (tabula chorographica). واعتبر جون دي عام 1570 هذه الممارسة بوصفها «تابعة وشعبة من شعب الجغرافيا»، حيث تصبح عن طريقها «الخريطة» [مخططًا أو رسمًا] لمكان معين واضح للعين.

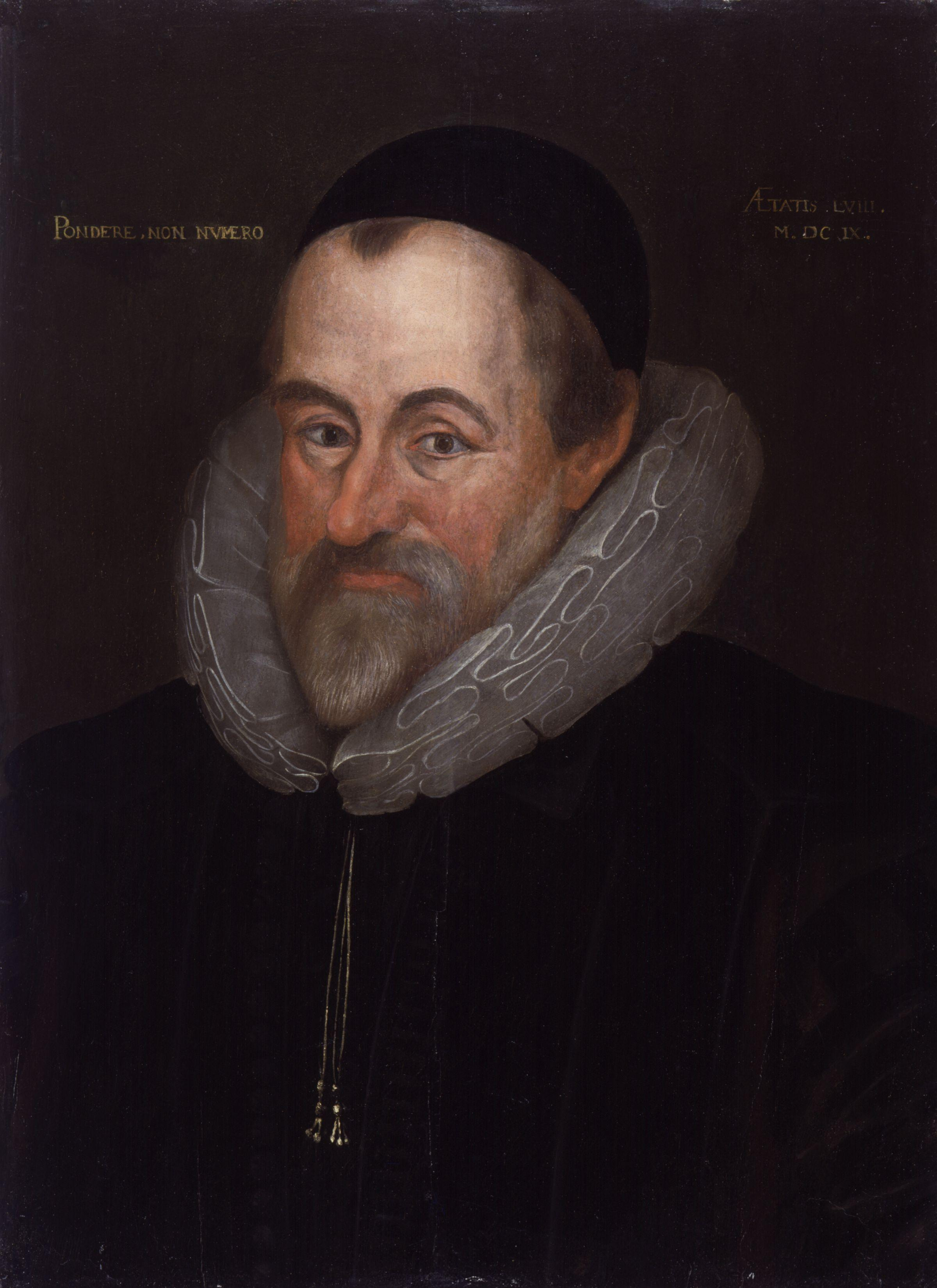
وليام كامدن

أصبح هذا المصطلح يستخدم للتعبير عن الوصف المكتوب للمناطق. حيث قام المؤلف بزيارات مكثفة لهذه المناطق، وجمع الوصف الطوبوغرافي المحلي لها، وملخصات للمصادر التاريخية، والعلوم والقصص المحلية في نص واحد. ومن الأمثلة الأكثر وضوحًا على ذلك (على الأقل في بريطانيا) بريتانيا (Britannia) لـ ويليام كامدن (الطبعة الأولى 1586)، حيث كان عنوانه وصفًا له في صفحة العنوان Chorographica descriptio. وبالمثل وصف ويليام هاريسون عام 1587 كتابه بأنه «وصف بريطانيا» بوصفها ممارسة في الكوروغرافية، مميزًا إياها عن النص التاريخي/التأريخي لهولينشد الوقائع (والذي شكل «الوصف» القسم التمهيدي منه). وعرَّف بيتر هيلين عام 1652 الكوروغرافية بأنها «الوصف الدقيق لمملكة أو بلد أو مقاطعة ما»، وكأمثلة على ذلك ذكر وصف اليونان (Description of Greece) لبوسانياس (القرن الثاني بعد الميلاد)؛ وبريتانيا لكامدين (1586)؛ وDescrittione di tutti i Paesi Bassi لـ لودوفيكو جوتشيارديني (1567) (في البلدان المنخفضة)؛ وDescrizione d'Italia لـ لياندرو ألبرتي (1550).
وقد اهتم كامدن في كتابه بريتانيا بشكل كبير بتاريخ وآثار بريطانيا، ولذلك أصبح تعبير كوروغرافية في الإنجليزية مرتبطًا بشكل خاص بالنصوص المتخصصة في الأثريات. حيث استخدمه وليام لامبارد وجون ستو وجون هوكر ومايكل درايتون وتريسترام ريسدون وجون أوبري وغيرهم الكثير بهذه الطريقة، وهذا ينبع من حب المكان بطريقة شهمة والشعور بالخدمة تجاه البلد أو المدينة، حتى تم تطبيقه في النهاية على تاريخ الدولة. ومن الأمثلة الأخيرة عليه، كوروغرافية ويليام جراي (1649)، دراسة لآثار مدينة نيوكاسل أبون تاين. حتى قبل ظهور عمل كامدن، أشار أندرو ميلفيل عام 1574 إلى الكوروغرافية وعلم الزمن بوصفهما يشكلان "twa lights" [ضيائي] التاريخ.

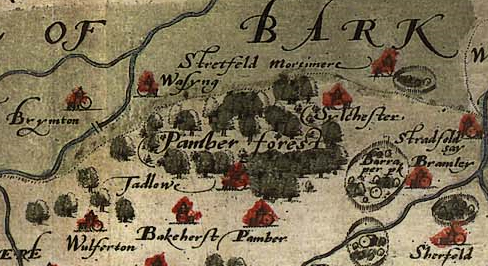
مثال على رسم خرائط كريستوفر ساكستون.

مع ذلك، استمر استخدام المصطلح للإشارة إلى الخرائط ووضع الخرائط، ولا سيما تلك الخاصة بالمناطق دون الوطنية أو المقاطعات. وقد أشاد ويليام كامدن بواضعي خرائط المقاطعات كريستوفر ساكستون وجون نوردن بوصفهم «الكوروغرافيين الأكثر براعة»؛ وأشار روبرت بلوت في عام 1677 وكريستوفر باك في عام 1743 إلى خرائط المقاطعة بالكوروغرافية.
ومع بداية القرن الثامن عشر، سقط المصطلح من الاستخدام في جميع السياقات، بعد أن حل محله لأسباب كثيرة مصطلحي «الطبوغرافيا» أو «علم الخرائط». وقد قام صمويل جونسون في قاموسه (1755) بالتمييز بين الجغرافيا والكوروغرافية والطبوغرافيا، قائلاً إن الجغرافيا تتعامل مع المناطق الضخمة، والطوبوغرافيا مع المناطق الصغيرة، ولكن الكوروغرافية تتعامل مع المناطق متوسطة الحجم، حيث إنها «أقل في موضوعها من الجغرافيا، وأكبر من الطبوغرافيا». ومع ذلك، نادرًا ما يستخدم هذا المصطلح في اللغة الإنجليزية هذه الأيام.

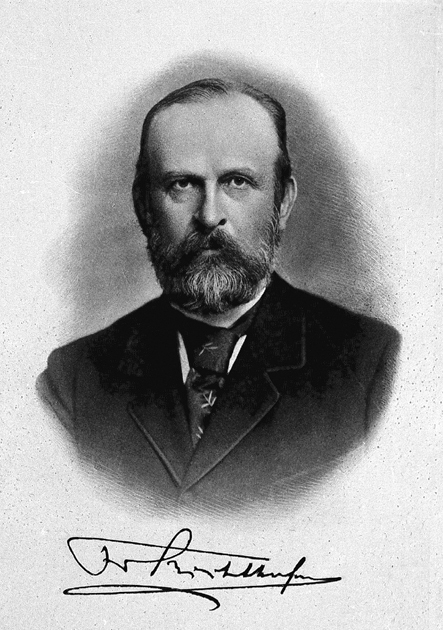
فرديناند فون ريشتهوفن

## الاستخدامات الحديثة
في الدراسات الجغرافية الأكثر تخصصًا، استبعد هذا المصطلح بعد أن أصبحت إطلالات المدينة وخرائطها أكثر تطورًا واحتياجًا إلى مجموعة من المهارات التي تتطلب ليس فقط موهبة فنية بارعة ولكن أيضًا بعض المعرفة العلمية بالمساحة. ومع ذلك، فقد تم إحياء استخدام المصطلح للمرة الثانية في القرن التاسع عشر على يد الجغرافي فرديناند فون ريشتهوفن. حيث إنه كان يعد الكوروغرافية تخصصًا في الجغرافيا، متضمنًا الوصف عن طريق المراقبة الميدانية لسمات منطقة معينة.
ويستخدم هذا المصطلح الآن على نطاق أوسع على يد المؤرخين وعلماء الأدب للإشارة إلى علوم أوائل العصر الحديث للمجالات الطوبوغرافية والأثرية.

## قائمة المصادر
- Brayshay (ed.)، Mark (1996). Topographical Writers in South-West England. Exeter: University of Exeter Press. ISBN:0-85989-424-X. {{استشهاد بكتاب}}: |الأخير= باسم عام (مساعدة)
- Broadway، Jan (2006). “No Historie So Meete”: gentry culture and the development of local history in Elizabethan and early Stuart England. Manchester: Manchester University Press. ISBN:978-0-7190-7294-9.
- Currie (ed.)، C.R.J.؛ Lewis (ed.)، C.P. (1994). English County Histories: a guide. Stroud: Alan Sutton. ISBN:0-7509-0289-2. {{استشهاد بكتاب}}: |الأخير1= باسم عام (مساعدة)
- Helgerson، Richard (1992). Forms of Nationhood: the Elizabethan Writing of England. Chicago: Chicago University Press. ISBN:0-226-32633-0.
- Mendyk، S.A.E. (1989). “Speculum Britanniae”: regional study, antiquarianism and science in Britain to 1700. Toronto: University of Toronto Press. ISBN:0-8020-5744-6.
- Rohl، Darrell J. (2011). "The Chorographic Tradition and Seventeenth- and Eighteenth-Century Scottish Antiquaries". Journal of Art Historiography. ج. 5.Open access journal
- Michael Shanks and Christopher Witmore (2010) Echoes across the Past: Chorography and Topography in Antiquarian Engagements with Place. Performance Research 15.4: 97–106.